# Iyabo Abade
Iyabo Abade (Lagos, 1979) è un ex calciatore nigeriano, di ruolo attaccante.

## Biografia
Iyabo Abade è nata ermafrodita agli estremi della capitale di Lagos, Ikeja, ed è cresciuta come ragazza in un villaggio nel sud-est della Nigeria.
All'età di 11 anni viene tesserata dal Vero Bim FC, squadra neopromossa nella massima serie. Inizialmente giocava per divertimento, quindi fu scoperta da un allenatore di calcio locale nella zona di Agege a Lagos. Nel giro di pochi mesi è passato dal calcio amatoriale alla squadra nazionale.
In una partita contro una delle principali squadre femminili del paese, le sue prestazioni sono state notate da Ismaila Mabo, allenatore dei Super Falcons, che l'acquista rendendola presto il miglior attaccante con più di 30 gol segnati a stagione. Rimane in questa squadra per varie stagioni.
Considerata tra le più forti giocatrici al mondo, nel 1996 ha fatto registrare il record di 38 gol in tutta la stagione calcistica femminile nigeriana, allorquando vestiva la maglia del Jegede.
In una partita della Coppa d'Africa femminile del 1998, come raccontato in un'intervista alla BBC, un'avversaria, che la reputava troppo veloce, le tirò giù i pantaloncini in mezzo al campo; questa esperienza è stata da lei ritenuta la peggiore della vita.
Nel 1998, alla vigilia del suo debutto nel campionato femminile, è stata esclusa dalla squadra di club e dalla nazionale non appena si è scoperto essere un ermafrodita. Le analisi sul suo corpo rivelarono un pomo d'adamo e un piccolo genitale maschile non sviluppato.
Lascia i Super Falcons al fine di unirsi alla Nazionale per disputare la Coppa del Mondo 1999 negli Stati Uniti, dopo che la notizia era già diventata di dominio pubblico.
Dopo il cambio di sesso e dopo aver ottenuto la certificazione di essere legalmente un maschio con il nome di James Johnson, è tornato a giocare a calcio con Flying Eagles e Crown FC, ma quando in questa società scoprirono il suo caso ne venne espulso; analoga esperienza fu vissuta con la successiva squadra, il Plateau United.
Fu il FCT Queens of Abuja, una squadra nella capitale, a dargli ancora una speranza, ma non poté essere tesserato come giocatore, restando in seno alla società come vice allenatore e vincendo la FA Cup nel 2002.
Nel 2014 ha eseguito la prima di una serie di operazioni di cambio di sesso. L'operazione, costata complessivamente oltre 450.000 dollari americani e finanziata da Muhammed Abba Gana, allora ministro del governo nigeriano, è stata eseguita presso il Midway Hospital (ora Olympia Medical Center) di Los Angeles, da un team guidato dal dottor Gary Alter.
Nel 2012 ha svolto un tour negli Stati Uniti come allenatore della Marasata Soccer Academy femminile.